# Kamilo Tončić-Sorinj
Kamilo Tončić pl. Sorinj (Zadar, 28. listopada 1878. – Split, 29. lipnja 1961.) je bio hrvatski arhitekt secesije i kulturni djelatnik u Dalmaciji. Osnivač je Etnografskog muzeja i Galerije umjetnina u Splitu.

## Životopis
Rođen je 28. listopada 1878. u Zadru kao treći sin Josipa Tončić-Sorinja, kasnijeg zamjenika namjesnika Dalmacije i majke Aspazije iz gospodske obitelji Koludrović. Prvo je pohađao pučku školu Hvar i gimnaziju u Splitu, a kasnije je studirao visoku i nisku gradnju na Tehničkom Sveučilištu u Beču.
U duhu secesije projektirao Sumporno kupalište (otvoreno u travnju 1903.)   
Prvu zgradu u stilu secesije u Splitu i smjestio je iznad sumpornih vrela u Marmontovoj ulici, pješačkoj zoni u centru, koja su se koristila kao Sumporne toplice. Kuću su 1948.g. konfiscirali komunisti i do danas nije restituirana obitelji.
Projektirao je i Hrvatski dom u Splitu
(1908.), izgrađen sa svrhom da okuplja splitska narodnjačka kulturno-umjetnička i sportska društva (Narodna čitaonica, Slavjanski napredak, Narodna glazba, Dobrovoljni vatrogasci, Hrvatsko pjevačko društvo Zvonimir  i “Hrvatski sokol”), a koji se nalazi u ulici koja i danas nosi njegovo ime. 
U Zadru je u stilu secesije projektirao dvije zgrade koje su za bombardiranja u II. svjetskom ratu uništene. 
Već kao mladić počinje skupljati dalmatinske narodne nošnje, vezove i druge predmete narodne umjetnosti i tako već uskoro postaje svjestan potrebe za sistematskim skupljanjen, očuvanjem i izlaganjem tih predmeta. Stoga 1907. počinje s povremenim izložbama, a 1910. godine osniva Regionalni muzej za narodnu umjetnost i ručni rad, današnji Etnografski muzej u Splitu, čiji ravnatelj postaje. 
Otada je u Splitu stvorena vrlo značajna etnografska zbirka koja sadrži veliku kolekciju narodnih nošnji, nakita, oružja, umjetničkog obrta, slika, grafika, skulptura, veza, čipke, suvenira i predmeta tradicionalnog narodnog kućnog inventara. Rečeno sažetije riječima osnivača te kolekcije, Kamila Tončića, zbirka je to "svega blaga koje ispoljava narodnu umjetnost i u kojemu se ogledaju umjetnički osjećaji naše nacije".
Funkciju ravnatelja muzeja je obnašao do kraja Drugog svjetskog rata. 
Kamilo Tončić pl. Sorinjski je jedan od najznačajnijih arhitekata hrvatske secesije.         
Od 1922.g. živio je u villi Tončić s bogatim parkom pred njom na više od tisuću metara kvadratnih.  
Projektant vile je Tončićev prijatelj, arhitekt Karel Beneš iz Praga, dok je sam vlasnik osmislio konture vile i do starosti njegovao perivoj, a jedan i drugi arhitektonski segment danas su pod zaštitom Ministarstva kulture Republike Hrvatske.
U Splitu je u razdoblju između 1910. i 1931. utemeljio Obrtničku školu, Graditeljsku i umjetničku školu te Srednju tehničku školu; osnovao Etnografski muzej, koju je 1927. darovao općini, Galeriju umjetnina, ravnatelj koje je bio između 1931. – 1941. Unaprjeđivao kućnu radinost u Dalmaciji i Bosni.
Godine 1931. osim toga osniva i renomiranu Umjetničku galeriju u Splitu (danas Galerija umjetnina), koja sadržava najvažnije zbirke hrvatske umjetnosti od Srednjeg vijeka do danas, a čiji je bio ravnatelj sve do 1941. godine.
Tako da s pravom možemo reći da su Tončićeve zasluge za kulturni razvoj Splita, Dalmacije i južne Hrvatske ogromne. 
Nažalost, njegovo imovno stanje, visok položaj u struci i društvu te navodna politička ne podobnost bili su dovoljni za njegovu potpunu diskvalifikaciju i osuđen je u veljači 1948.g. na 8. mjeseci zatvora. Nakon izlaska iz zatvora, Tončić je, prema kazivanju svojih nasljednika, u dvorištu svoje kuće danima spaljivao svoje nacrt, radove, dokumentaciju, korespondenciju i literaturu. Umro je u Splitu potpuno zaboravljen 1961.g. Bio je to tužan kraj jednog od najpoduzetnijih ljudi u kulturnom, gospodarskom i prosvjetnom životu Splita i južne Hrvatske u prvoj polovici 20.stoljeća.

## Knjige
- Kamilo Tončić-Sorinj: Croatian House. Split 1907[4]
- Kamilo Tončić-Sorinj: Diokletianpalast. Split o. J.
- "Pregled zanatske proizvodnje u Dalmaciji" 1914

## Vanjske poveznice
- Galerija umjetnina Split
- Etnografski muzej Split
- Tončić, Kamilo Hrvatska tehnička enciklopedija, portal hrvatske tehničke baštine. LZMK